# Maja Makovec Brenčič
Maja Makovec Brenčič (ur. 27 maja 1969 w Lublanie) – słoweńska ekonomistka, nauczyciel akademicki i polityk, profesor, prorektor Uniwersytetu Lublańskiego (2013–2015), od 2015 do 2018 minister edukacji, nauki i sportu.

## Życiorys
W 1993 ukończyła studia ekonomiczne na Uniwersytecie Lublańskim, magisterium z tej dziedziny uzyskała w 1996. Doktoryzowała się w 2000. Od 1993 zatrudniona na macierzystej uczelni, od 2007 na stanowisku profesorskim, w 2012 otrzymała pełną profesurę. Odbywała staże naukowe na uniwersytetach we Włoszech i Wielkiej Brytanii. W pracy naukowej zajęła się zagadnieniami z zakresu marketingu międzynarodowego oraz integracji marketingu i sprzedaży.
W latach 2009–2013 była prodziekanem wydziału ekonomicznego. W 2013 objęła stanowisko prorektora Uniwersytetu Lublańskiego. W latach 2010–2013 kierowała radą NAKVIS, krajowej agencji do spraw standardów w szkolnictwie wyższym. Została przewodniczącą European Marketing Academy oraz słoweńskiego towarzystwa marketingowego.
W maju 2015 z rekomendacji Partii Nowoczesnego Centrum powołana na urząd ministra edukacji, nauki i sportu w rządzie premiera Mira Cerara. We wrześniu 2017 ogłoszono ją kandydatką tego ugrupowania w wyborach prezydenckich przewidzianych na październik tegoż roku. W pierwszej turze głosowania otrzymała niespełna 2% głosów, zajmując 7. miejsce wśród 9 kandydatów. We wrześniu 2018 zakończyła sprawowanie urzędu ministra.